# Silene rubella
Silene rubella är en nejlikväxtart. Silene rubella ingår i släktet glimmar, och familjen nejlikväxter.

## Underarter
Arten delas in i följande underarter:
- S. r. bergiana
- S. r. rubella
- S. r. turbinata